# Secrétaire d'État (Royaume-Uni)
Pour les articles homonymes, voir Secrétaire d'État.
Au Royaume-Uni, un secrétaire d'État (anglais : Secretary of State) est un ministre chargé d'un département exécutif (mais certains départements ne sont pas dirigés par un secrétaire d'État, notamment le Trésor dirigé par le chancelier de l'Échiquier).
Les secrétaires d'État sont, avec le Premier ministre et le chancelier, les ministres de la Couronne les plus importants au sein du gouvernement britannique. Ils siègent notamment au Cabinet, ce qui n'est pas le cas des ministres d'État, des sous-secrétaires d'État parlementaire ou des secrétaires parlementaires privés.
Le gouvernement comprend un certain nombre de secrétaires d'État, dont le titre formel est « Secrétaire d'État principal de Sa Majesté à… ». Les textes législatifs mentionne généralement « le secrétaire d'État » sans spécifier lequel ce qui, selon l'Interpretation Act de 1978 signifie « un des secrétaires d'État principal de Sa Majesté ». Les postes de secrétaire d'État sont créés sans vote d'une loi, à l'initiative du Premier ministre.

## Historique
Au Moyen Âge, les rois d'Angleterre sont assistés d'un clerc puis d'un secrétaire qui s'occupe de leur correspondance. Jusqu'à Henri VIII, il n'y a habituellement qu'un seul secrétaire mais un second apparaît sous son règne. À la fin du règne d'Élisabeth Ire, les secrétaires reçoivent le titre de « secrétaire d'État » avant de prendre, après la Restauration anglaise en 1660, les intitulés de Secrétaire d'État pour le département septentrional (en) et de Secrétaire d'État pour le département méridional (en). Les deux traitaient les affaires intérieures et se partageaient les affaires diplomatiques ; le premier s’occupant des États du nord de l'Europe (grosso modo les États protestants) et le second des États catholiques du sud. À la suite de la Glorieuse Révolution de 1688, le cabinet prend en pratique la direction des affaires à la place du Conseil privé et les deux secrétaires d'État virent ainsi leur pouvoir augmenter.
En 1708, après l'union avec l'Écosse, un secrétaire d'État pour l'Écosse est nommé mais ce troisième secrétariat d'État disparaît de 1742 à 1768. À sa recréation, il prend en charge le travail administratif lié à l'Empire britannique. En 1782 sont créés les postes de secrétaire d'État à l'Intérieur, chargé en outre des colonies, et secrétaire d'État des Affaires étrangères et le troisième secrétaire disparaît. En 1794, à l'occasion des guerres avec la France, un troisième secrétaire est nommé chargé du Bureau de la Guerre. Sept ans plus tard, il reçoit également les affaires coloniales. En 1854, le Bureau de la Guerre est géré par un quatrième secrétaire d'État puis, en 1858, un cinquième secrétaire d'État est chargé des affaires de l'Inde.
Après la Première Guerre mondiale, trois nouveaux secrétaires d'État sont créés : un pour la Royal Air Force (séparé du Bureau de la Guerre), un pour les dominions (séparé du Bureau des Colonies) et le ministre responsable des affaires écossaises devient secrétaire d'État.
Après la Seconde Guerre mondiale et l'indépendance de l'Inde en 1947, le Bureau de l'Inde et celui des dominions sont fusionnés sous un seul secrétaire d'État aux Affaires du Commonwealth. Un nouveau ministre de la Défense est nommé et les secrétaires d'État à la Guerre et à l'Air perdent leur statut avant d'être abolis et remplacé par un unique secrétaire d'État à la Défense. Avec la décolonisation, les affaires coloniales et celles du Commonwealth sont regroupées et confiées au secrétaire d'État aux Affaires étrangères.
À cette époque, le concept de secrétaire d'État évolue radicalement : en 1964, le Premier ministre Harold Wilson transforme presque tous les ministres et présidents de commissions qui composent le cabinet en secrétaires d'État. Ainsi, à la fin du XXe siècle, presque tous les membres du cabinet ont le statut de secrétaire d'État, à l'exception notable du chancelier de l'Échiquier. Depuis, le portefeuille exact des secrétaires d'État varie d'un gouvernement à l'autre, sauf ceux de l'Intérieur et des Affaires étrangères qui restent stables.

## Secrétaires d'État

### Postes actuels
- Premier secrétaire d'État (First Secretary of State) : titre honorifique
- Secrétaire d'État des Affaires étrangères et du Commonwealth (Secretary of State for Foreign and Commonwealth) : créé en 1782, nom actuel depuis 1968
- Secrétaire d'État à l'Intérieur (Secretary of State for the Home Department) : créé en 1782
- Secrétaire d'État pour l'Écosse (Secretary of State for Scotland) : de 1707 à 1746 puis depuis 1926
- Secrétaire d'État à l'Éducation (Secretary of State for Education) : créé en 1964, nom actuel depuis 2010
- Secrétaire d'État à la Défense (Secretary of State for Defence) : créé en 1964
- Secrétaire d'État pour le Pays de Galles (Secretary of State for Wales) : créé en 1964
- Secrétaire d'État au Travail et aux Retraites (Secretary of State for Work and Pensions) : en 1968 les ministres du Travail et de la Sécurité sociales deviennent secrétaire d'État, les portefeuilles sont fusionnés en 2001
- Secrétaire d'État pour l'Irlande du Nord (Secretary of State for Northern Ireland) : créé en 1972
- Secrétaire d'État aux Transports (Secretary of State for Transport) : créé en 1976, nom non utilisé de 1979 à 1981, fusionné avec d'autres départements de 1997 à 2002
- Secrétaire d'État à la Santé (Secretary of State for Health) : créé en 1988
- Secrétaire d'État à la Culture, aux Médias et aux Sports (Secretary of State for Culture, Media and Sport) : créé en 1992, nom actuel depuis 2023
- Secrétaire d'État au Développement international (Secretary of State for International Development) : créé en 1997
- Secrétaire d'État à l'Environnement, à l'Alimentation et aux Affaires rurales (Secretary of State for Environment, Food and Rural Affairs) : créé en 2001
- Secrétaire d'État aux Communautés et au Gouvernement local (Secretary of State for Communities and Local Government) : créé en 2006
- Secrétaire d'État à la Justice et Lord Chancelier (Secretary of State for Justice and Lord Chancellor) : créé en 2007
- Secrétaire d'État au Commerce, à l'Innovation et au Savoir-faire et président de la Commission du Commerce (Secretary of State for Business, Innovation and Skills and President of the Board of Trade) : créé en 2007, nom actuel depuis 2009
- Secrétaire d'État aux Affaires, à l'Énergie et à la Stratégie industrielle (Secretary of State for Business, Energy and Industrial Strategy) : créé en 2016

### Anciens postes
- Secrétaire d'État au Département du Nord (1660-1782)
- Secrétaire d'État au Département du Sud (1660-1782)
- Secrétaire d'État aux Colonies (1768-1782 et 1854-1966 ; fusionné avec les Affaires du Commonwealth)
- Secrétaire d'État aux Affaires étrangères (1782-1968 ; fusionné avec les Affaires étrangères et les Affaires du Commonwealth)
- Secrétaire d'État à la Guerre (1794-1801 and 1854-1964 ; fusionné avec la Défense)
- Secrétaire d'État à la Guerre et aux Colonies (1801-1854 ; divisé)
- Secrétaire d'État à l'Inde (1858-1947)
- Secrétaire d'État de l'air (1918-1964 ; fusionné avec la Défense)
- Secrétaire d'État aux Affaires du Dominion (1925-1947 ; fusionné avec les Relations du Commonwealth)
- Secrétaire d'État aux Relations du Commonwealth (1947-1966 ; fusionné avec les Affaires du Commonwealth)
- Secrétaire d'État à l'Industrie, au Commerce et au Développement régional (1963-1964)
- Secrétaire d'État à l'Éducation et à la Science (1964-1992 ; renommé Éducation)
- Secrétaire d'État aux Affaires économiques (1964-1969)
- Secrétaire d'État aux Affaires du Commonwealth (1966-1968 ; fusionné avec les Affaires étrangères et les Affaires du Commonwealth)
- Secrétaire d'État à l'Emploi et à la Productivité (1968-1970 ; renommé Emploi)
- Secrétaire d'État aux Services sociaux (1968-1988 ; divisé)
- Secrétaire d'État à l'Environnement (1970-1997 ; renommé Environnement, Transports et Régions)
- Secrétaire d'État à l'Emploi (1970-1995 ; fusionné avec Éducation et Emploi)
- Secrétaire d'État à l'Énergie (1974-1992 ; fusionné avec Commerce et Industrie)
- Secrétaire d'État au Commerce (1974-1983 ; fusionné avec Commerce et Industrie)
- Secrétaire d'État à l'Industrie (1974-1983 ; fusionné avec Commerce et Industrie)
- Secrétaire d'État aux Prix et à la Protection du consommateur (1974-1979)
- Secrétaire d'État à la Sécurité sociale (1988-2001 ; renommé Travail et Retraites)
- Secrétaire d'État à l'Éducation (1992-1995 ; fusionné avec l'Éducation et Emploi)
- Secrétaire d'État à l'Héritage national (1992-1997 ; renommé Culture, Médias et Sport)
- Secrétaire d'État à l'Éducation et l'Emploi (1995-2001 ; intégré dans l'Éducation, le Savoir-faire, le Travail et les Retraites)
- Secrétaire d'État à l'Environnement, aux Transports et aux Régions (1997-2001 ; divisé dans les Transports et l'Environnement, l'Alimentation et les Affaires rurales)
- Secrétaire d'État aux Affaires constitutionnelles (2003-2007 ; renommé Justice)
- Secrétaire d'État à l'Éducation et au Savoir-faire (1964-2007 ; intégré dans les Enfants, l'École et la Famille et l'Innovation, les Universités et le Savoir-faire)
- Secrétaire d'État au Commerce et à l'Industrie (1970-2007 ; renommé Commerce, Entreprise et Réforme de régulation)
- Secrétaire d'État au Commerce, aux Entreprises et à la Réforme de régulation (2007-2009 ; fusionné avec le Commerce, l'Innovation et le Savoir-faire)
- Secrétaire d'État à l'Innovation, aux Universités et au Savoir-faire (2007-2009 ; fusionné avec le Commerce, l'Innovation et le Savoir-faire)
- Secrétaire d'État à la Culture, aux Médias et au Sport (1992-2010 ; renommé Culture, Jeux Olympiques, Médias et Sport)
- Secrétaire d'État aux Enfants, à l'École et aux Familles (1992-2010 ; renommé Éducation)
- Secrétaire d'État à l'Énergie et au Changement climatique (2008-2016 ; renommé Affaires, Énergie et Stratégie industrielle)